# Distretto di Bahçe
Il distretto di Bahçe (in turco Bahçe ilçesi) è uno dei distretti della provincia di Osmaniye, in Turchia.